# Sue Longhurst
Sue Longhurst (Bognor Regis, 27 gennaio 1943) è un'attrice britannica, famosa per essere apparsa in numerosi film erotici vietati negli anni settanta.

## Biografia
Nata nel 1943, ha studiato nella Royal Academy of Music, e inizialmente fu un'insegnante di musica, ma, incitata dalla sorella, che era modella, presto iniziò a posare per riviste, copertine di libri e pubblicità TV, e passando 18 mesi pubblicizzando una marca di sigarette. Debuttò all'età di 27 anni, nella pellicola del '71 Lust for a vampire, interpretando una studentessa. Fece una comparsa anche nel film Straw dogs, come controfigura. Il suo secondo maggior ruolo fu nel film The secrets of a door-to-door salesman del '73, seguito da Keep it up Jack.
Il primo film del '74 della Longhurst fu The over-amorous artist, ma interpretò anche ruoli in spettacoli di sketch, come anche piccole parti in sitcom. Il film successivo, nel '74 fu Can You Keep It Up For A Week?, nel quale interpreta la consulente psichiatra Mrs Bristol. Fu comunque il suo ruolo come casalinga ninfomane in Confessions of a Window Cleaner che la portò all'attenzione dei critici; il film in seguito diventò il maggior successo del 1974.
Nel '75 appare nella pellicola Girls Come First, dove recitò anche un allora sconosciuto Hazel O'Connor. Il secondo film di quell'anno è stato probabilmente il suo maggior successo internazionale: What The Swedish Butler Saw. Nel '76 Sue Longhurst recita come Lady Cockshute in Keep It Up Downstairs. Il penultimo film della Longhurts, e il suo successo più grande, è stato il film del '77 Come Play With Me. L'ultimo film interpretato dalla Longhurst è stato Can I Come Too?
Dopo un periodo di malattia, si è ritirata dalle scene nel 1981, e vive nella costa meridionale dell'Inghilterra.